# Hauser & Wirth
Hauser & Wirth est une galerie d'art suisse dont les activités se consacrent à l'art contemporain et moderne.

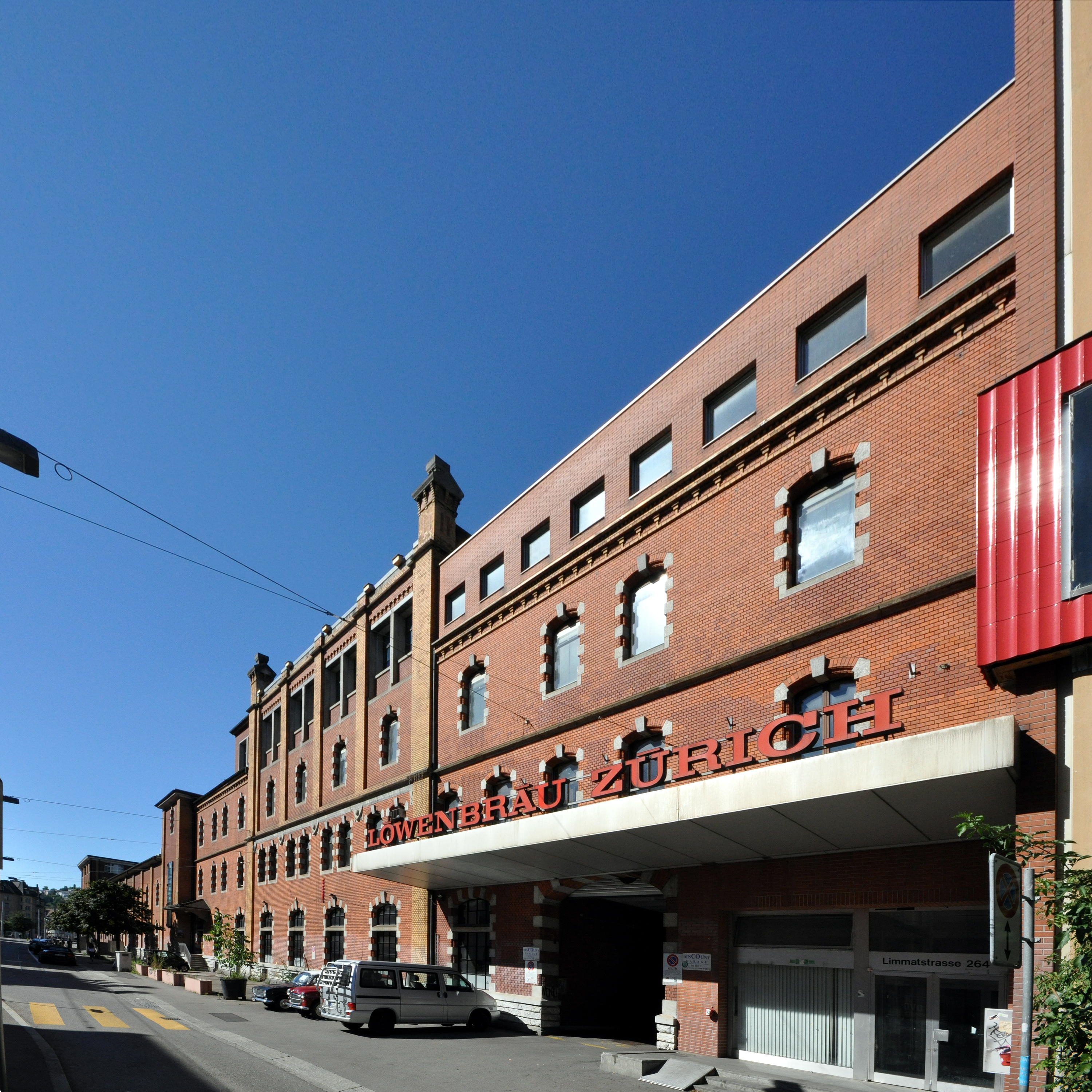
L'ancienne brasserie Löwenbräu à Zürich, Suisse.

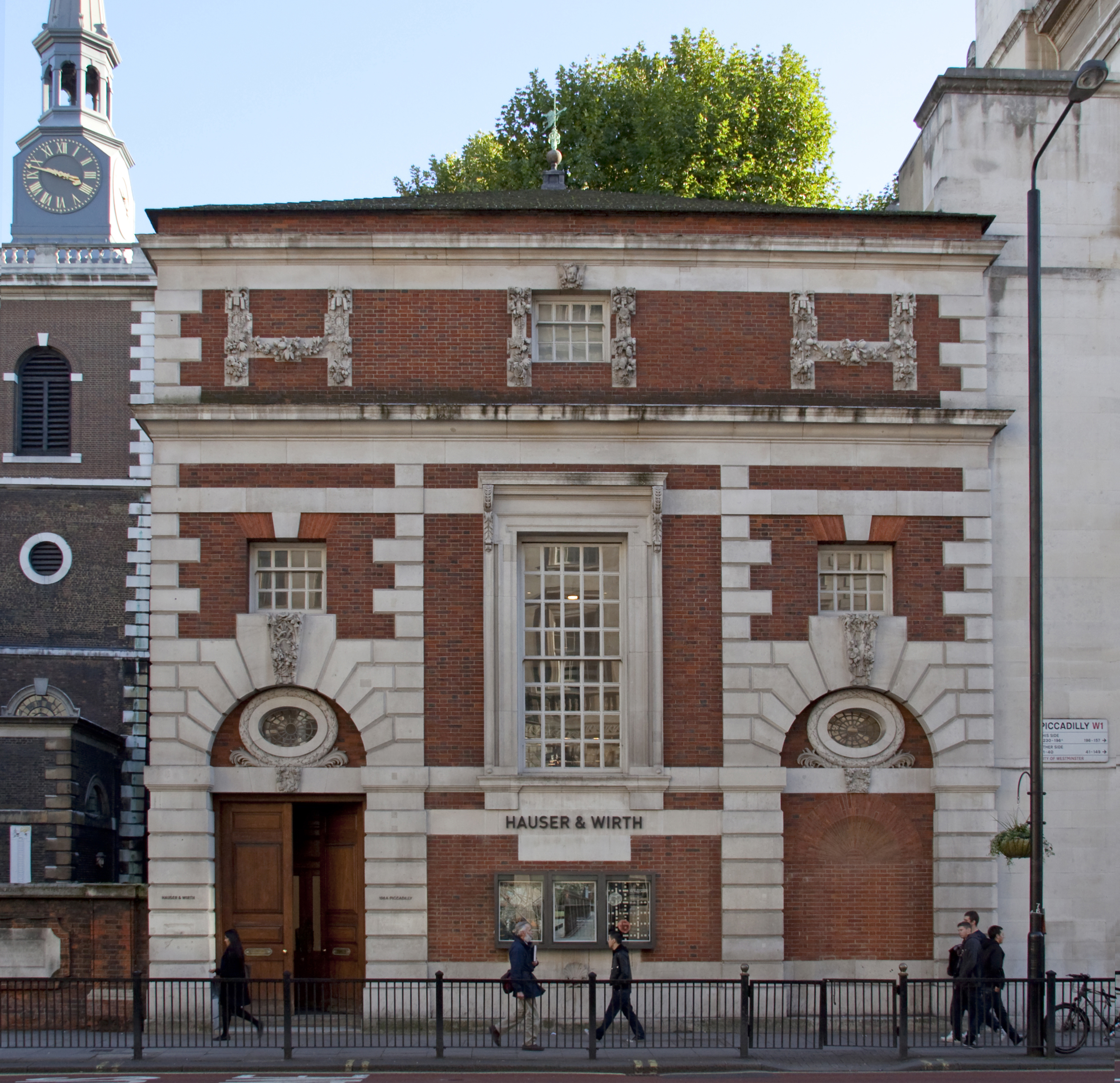
Le bâtiment de la Midland Bank par Sir Edwin Lutyens au 196A Piccadilly, construit de 1922 à 1923, photographié en 2010.

En 2021, l'organisation représentait 93 artistes ou leurs successions.

## Histoire
Hauser & Wirth est fondée par Iwan Wirth, Manuela Wirth et sa mère Ursula Hauser en 1992.
Le premier espace est ouvert à Zurich. À cet endroit, la galerie dispose désormais de trois espaces d'exposition, situés dans l'ancien bâtiment de la brasserie Löwenbräu Zürich. En 2003, la galerie ouvre une branche à Londres, logée dans un bâtiment de banque conçu par Edwin Lutyens. Hauser & Wirth tient des expositions organisées par Paul Schimmel. Une succursale est ouverte à New York en 2009 sur East 69th Street avec son exposition d'ouverture montrant une recréation de l'œuvre d'Allan Kaprow. Un deuxième espace new-yorkais est ouvert en 2013,. Cette année-là, la galerie publie un livre sur son histoire, Hauser & Wirth : 20 Years, écrit par Michaela Unterdörfer,.
Par le biais de leur entreprise hôtelière, Artfarm, Hauser & Wirth ouvre en 2014 une succursale au Royaume-Uni près de Bruton dans le Somerset,,. En mars 2016, la galerie ouvre une succursale à Los Angeles, en Californie, et, en mars 2018, elle ouvre une succursale à Hong Kong. En 2018, Hauser & Wirth lancent également une organisation à but non lucratif, Hauser & Wirth Institute, basée à New York. En 2021, la galerie internationale ouvre à Monaco, au One Monte-Carlo. La première exposition est consacrée à Louise Bourgeois. Une autre installation, sur Isla del Rey, ouvre également ses portes en juillet 2021 avec un spectacle dédié à l'artiste Mark Bradford.
En mai 2022, la galerie annonce son arrivée à Paris, avec un espace dans le 8e arrondissement, et une ouverture au printemps 2023. En 2022, la galerie Hauser & Wirth organise la première exposition dédiée à Christina Quarles à New York.